# آرناک-لا-پست
آرناک-لا-پست (به فرانسوی: Arnac-la-Poste) یک کمون در فرانسه است که در canton of Saint-Sulpice-les-Feuilles واقع شده‌است. آرناک-لا-پست ۴۶٫۶۲ کیلومتر مربع مساحت دارد.